# Antonio José González Zumárraga
Antonio José González Zumárraga (ur. 18 marca 1925 w Pujili, zm. 13 października 2008 w Quito) – ekwadorski duchowny katolicki, arcybiskup Quito, prymas Ekwadoru, kardynał.

## Życiorys
Pochodził z wielodzietnej rodziny, miał siedmiu braci. Studiował w seminarium w Quito, święcenia kapłańskie przyjął 29 czerwca 1951. Na Pontyfikalnym Uniwersytecie Katolickim w Salamance (Hiszpania) obronił doktorat z prawa kanonicznego (1957). Pracował w parafiach w Quito, po uzupełniających studiach w Hiszpanii był wysokim urzędnikiem kurii archidiecezjalnej Quito (1964-1969 kanclerzem), kanonikiem kapituły katedralnej w Quito (od 1961), wykładowcą Katolickiego Uniwersytetu Ekwadoru w Quito, wykładowcą i rektorem innych szkół kościelnych.
17 maja 1969 został mianowany biskupem pomocniczym Quito; otrzymał stolicę tytularną Tagarata, a sakry biskupiej udzielił mu 15 czerwca 1969 zwierzchnik archidiecezji, jezuita kardynał Pablo Muñoz Vega. W latach 1976–1978 González Zumárraga pełnił funkcję administratora apostolskiego diecezji Machala, a w styczniu 1978 został biskupem tej diecezji. W czerwcu 1980 promowany na arcybiskupa-koadiutora Quito (z prawem następstwa), po przejściu kardynała Muñoza Vegi w stan spoczynku objął rządy w archidiecezji w czerwcu 1985. W latach 1987–1993 pełnił funkcję przewodniczącego Konferencji Episkopatu Ekwadoru, a w listopadzie 1995 Stolica Apostolska nadała mu tytuł prymasa Ekwadoru.
Brał udział w sesjach Światowego Synodu Biskupów w Watykanie, m.in. w sesji specjalnej poświęconej Kościołowi w Ameryce w listopadzie i grudniu 1997; uczestniczył również w konferencjach generalnych Episkopatów Latynoamerykańskich (1979, 1992). W lutym 2001 Jan Paweł II mianował go kardynałem, nadając tytuł prezbitera S. Maria in Via. W marcu 2003 kardynał González Zumárraga zrezygnował z rządów archidiecezją Quito (ze względu na osiągnięcie wieku emerytalnego).
Ukończył 80 lat w marcu 2005, dwa tygodnie przed śmiercią papieża Jana Pawła II; utracił tym samym prawo udziału w konklawe.